# Infanterie-Regiment „Kaiser Wilhelm, König von Preußen“ (2. Württembergisches) Nr. 120
Das Infanterie-Regiment „Kaiser Wilhelm, König von Preußen“ (2. Württembergisches) Nr. 120 war von 1808 bis 1919 ein Verband der Württembergischen Armee.

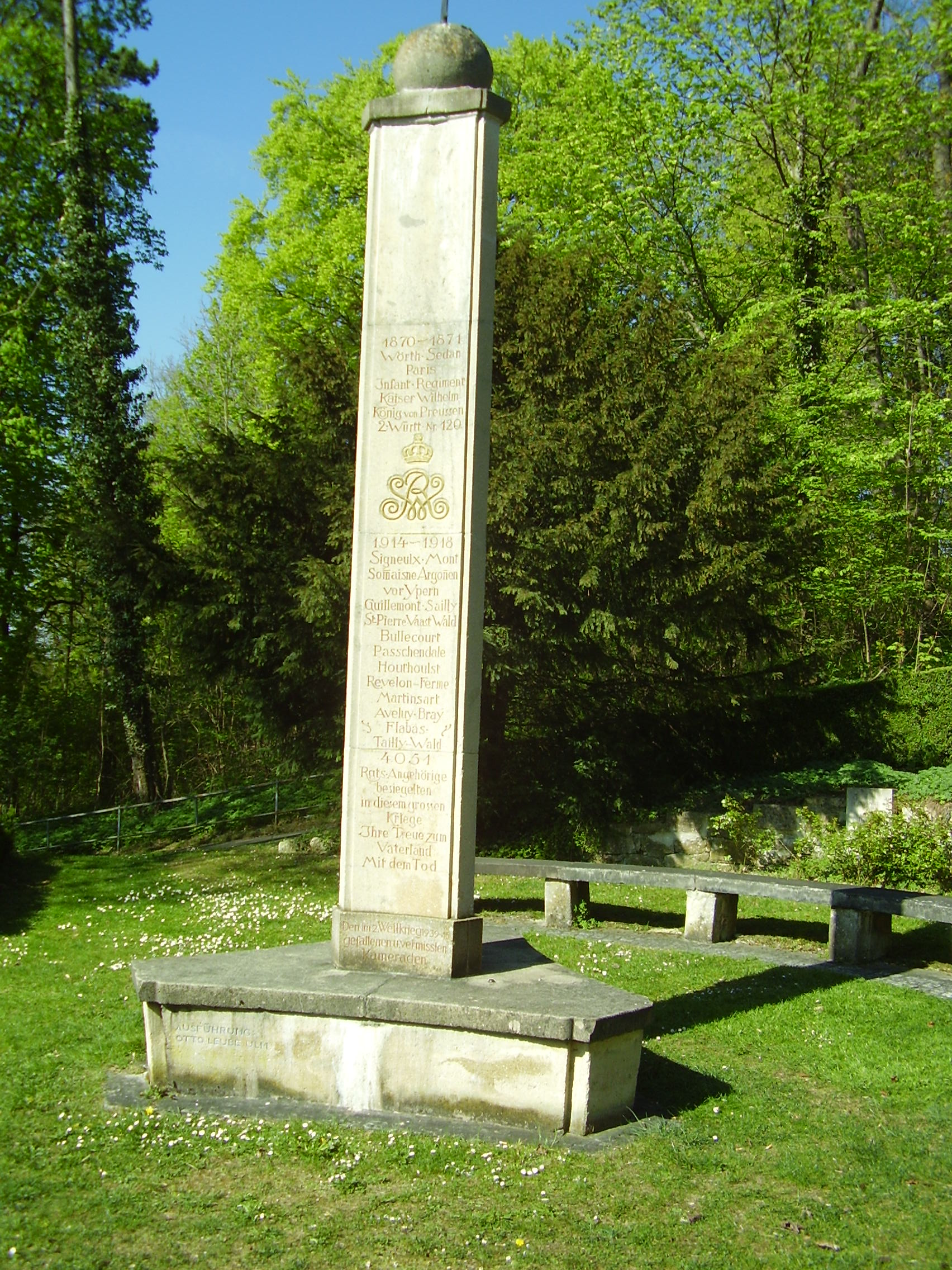
Denkmal für das Regiment in Ulm (Wilhelmsburg)

## Geschichte

### Name
Das Regiment wurde 1808 als Infanterie-Regiment Prinz Friedrich aufgestellt aus dem Musketier-Bataillon von Lilienberg (zu diesem seit 1804 bestehenden Bataillon kam ein zweites dazu). 1811 wurde es umbenannt in Infanterie-Regiment Prinz Friedrich Nr. 5. Mit der Militärreform 1817 fiel der Zusatz weg und das Regiment hieß ab 31. März 1817 2. Infanterie-Regiment.
Nach Abschluss der Militärkonvention mit dem Norddeutschen Bund vom 21./25. November 1870 erhielt es wie alle württembergischen Truppenteile zur Unterscheidung von Truppenteilen anderer deutscher Staaten am 2. Oktober 1871 den entsprechenden Zusatz 2. Württembergisches Infanterie-Regiment. Am 3. März 1871 wurde Kaiser Wilhelm I. Chef des Regiments, das ab diesem Zeitpunkt 2. Württembergisches Infanterie-Regiment Kaiser Wilhelm, König von Preußen hieß. Am 18. Dezember 1871 erhielten alle württembergischen Regimenter zusätzliche Nummern. Diese entsprachen der fortlaufenden Nummerierung aller Regimenter des deutschen Bundesheeres, unabhängig von ihrer Zugehörigkeit zu einem der Kontingente, das Regiment erhielt die Nummer 120: 2. Württembergisches Infanterie-Regiment Kaiser Wilhelm, König von Preußen Nr. 120. Alle Truppenteile erhielten am 14. Dezember 1874 die Namen in der endgültigen Schreibweise und Nummerierung: Infanterie-Regiment Kaiser Wilhelm, König von Preußen (2. Württembergisches) Nr. 120.
Die Tradition des Regiments übernahm in der Reichswehr die 12. Kompanie des 13. (Württ.) Infanterie-Regiments.

### Garnisonen

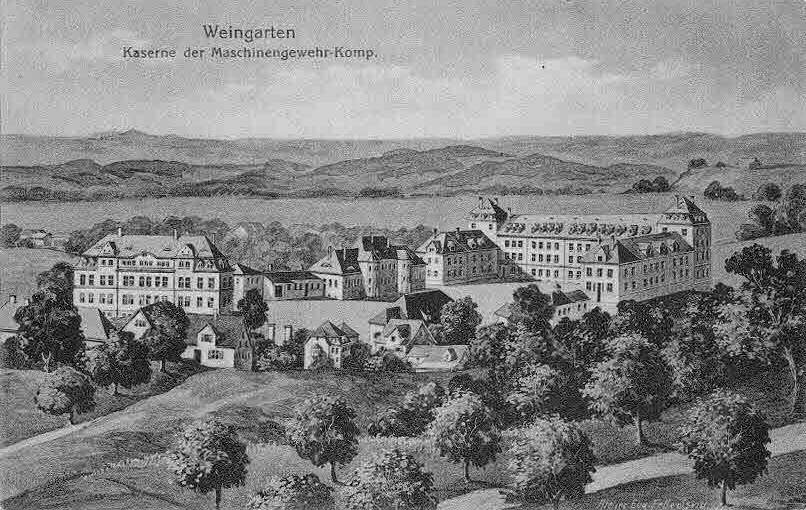
Garnison und Kaserne in Weingarten

- 1807: Ludwigsburg
- 1817: Stuttgart
- 1833: Ludwigsburg[1]
- 1834: Ulm
- 1849: Ludwigsburg
- 1846: Stuttgart
- 1868: Weingarten
- 1898: Ulm

### Gefechtskalender
- 1809 auf Seiten Frankreichs gegen Österreich in der Division Vandamme.
- 1814 gegen Frankreich in der Böhmischen Armee, Stärke 1.469 Mann.

Das Regiment nahm an den Feldzügen 1812 und 1813 nicht teil.
- 1815 gegen Frankreich in der Böhmischen Armee, Stärke rund 1.250 Mann.
- 1848 im Land und in Baden gegen Revolutionäre.
- 1849 in Schleswig-Holstein und in Baden, Stärke rund 1.800 Mann. Keine Kampfhandlungen.
- 1866 gegen Preußen, Stärke 35 Offiziere und Fähnriche, 966 Unteroffiziere und Mannschaften. Das Regiment kämpfte bei Tauberbischofsheim und Gerchsheim. Verluste: 28 Gefallene, 34 Verwundete, 28 Gefangene.
- 1870/1871 gegen Frankreich. Das Regiment rückte in einer Stärke von 44 Offizieren und 2.121 Unteroffizieren und Mannschaften aus mit der württembergischen Division in der 3. Armee.  Verluste: 85 Gefallene, 195 Verwundete, 1 Gefangener.
- 1900 am zweiten internationalen Expeditionskorps in China nahmen Soldaten des Regiments in nicht bekannter Stärke teil. Dort fiel ein Offizier.
- 1904/1906 am Kampf gegen die Herero nahmen 3 Offiziere, 3 Unteroffiziere und 41 Mann des Regiments teil. Verluste: 1 Verwundeter
- Im Ersten Weltkrieg kämpfte das Regiment immer innerhalb der 27. Infanterie-Division nur im Westen.

Das XIII. Armee-Korps kämpfte zunächst in den Argonnen.
Am 7. Oktober 1914 wurde die 27. Infanterie-Division dem XVI. preußischen Armee-Korps unterstellt und blieb in den Argonnen.
Im Juni 1915 eroberte die Division die französischen Werke „Cimitère“ und „Bagatelle“. Im Herbst kämpfte die aus je einem Bataillon der Regimenter 120, 123 und 124 zusammengestellte „Kampfgruppe Lägeler“ im Rahmen der 21. preußischen Division. Im Dezember wurde die Division nach Flandern verlegt und trat zum XIII. Armee-Korps zurück.
Ab 1. Juli 1916 kämpfte die Division in der Schlacht an der Somme.
Ab März 1917 war die Division „selbstständig“. Am 11. April 1917 schlug sie in der Schlacht von Arras bei Bullecourt am 11. April 1917 einen Angriff australischer Truppen zurück, nahm dabei 28 Offiziere und 1.150 Mann gefangen und erbeutete 80 Maschinengewehre. Sie hielt bis zum 5. Mai ihre Stellung gegen 3 englische Divisionen. Auch in der zweiten und dritten Flandernschlacht war die Division eingesetzt. Während der Deutschen Frühjahrsoffensive 1918 stieß sie in der Operation Michael bis Aveluy vor. In den Rückzugskämpfen ging sie auf die Antwerpen-Maas-Stellung zurück, von wo sie nach dem Waffenstillstand von Compiègne zu Fuß den Rückmarsch nach Württemberg antrat.
Die Verluste betrugen 3.340 Gefallene, 718 Vermisste und 8.913 Verwundete. Am 9. August 1918 hatte das Regiment noch eine Gefechtsstärke von 250 Mann.

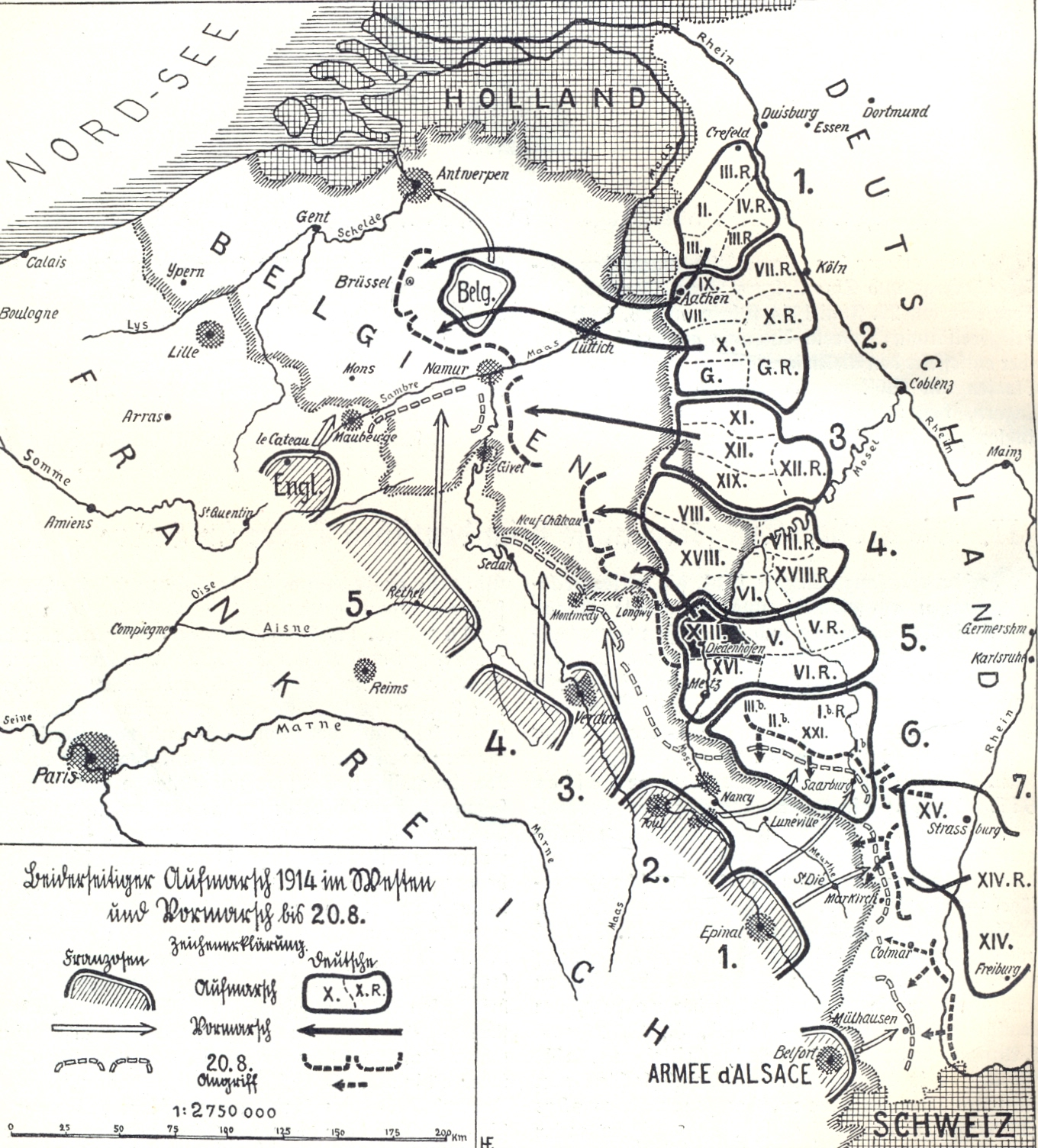
Aufmarsch im Westen
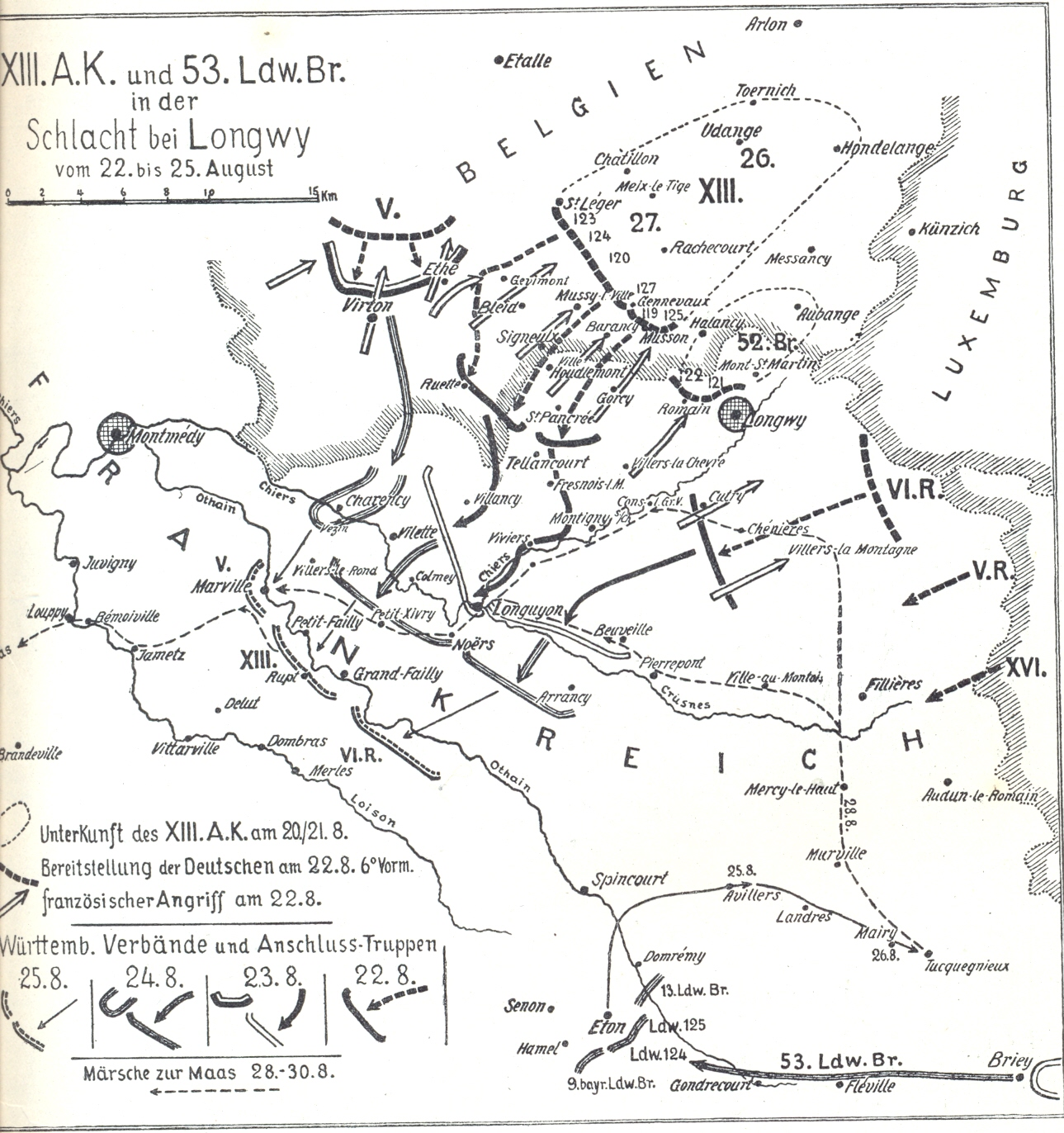
27. Inf.Div. in der Schlacht bei Longwy August 1914
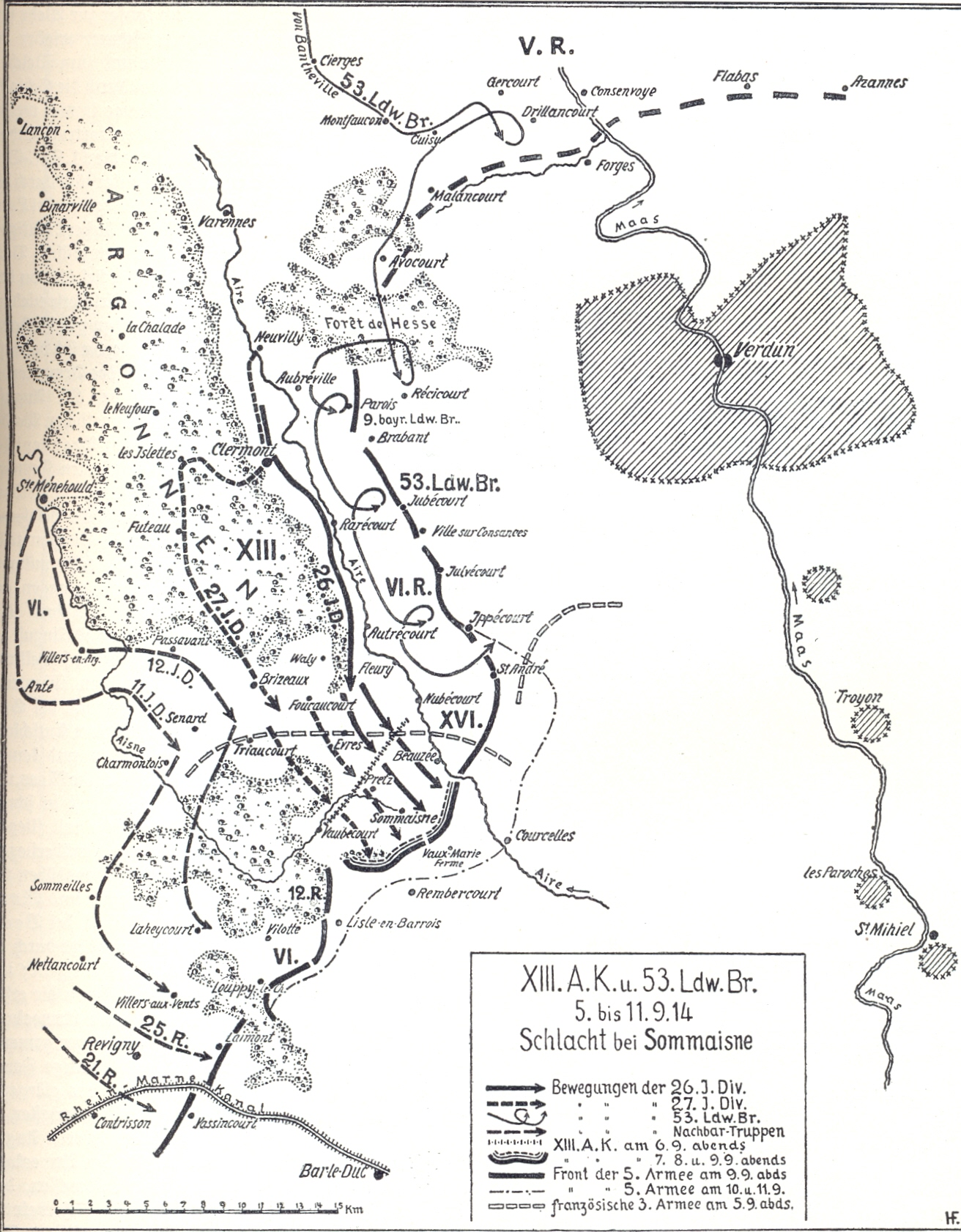
27. Inf.Div. in den Argonnen August 1914
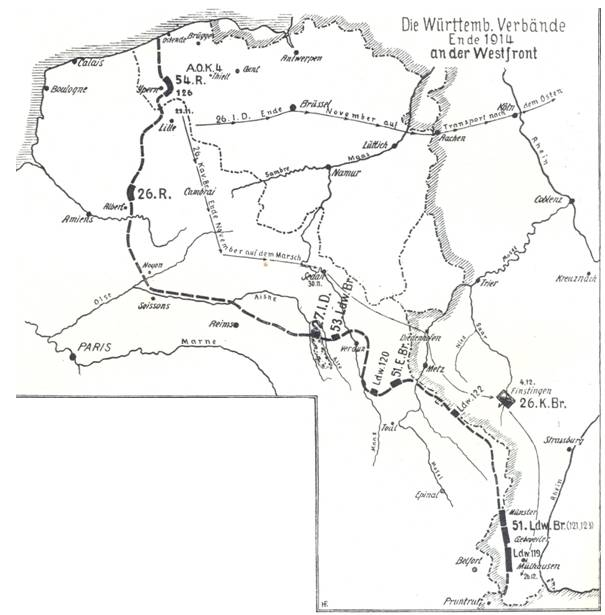
27. Inf.Div. Ende 1914 an der Westfront
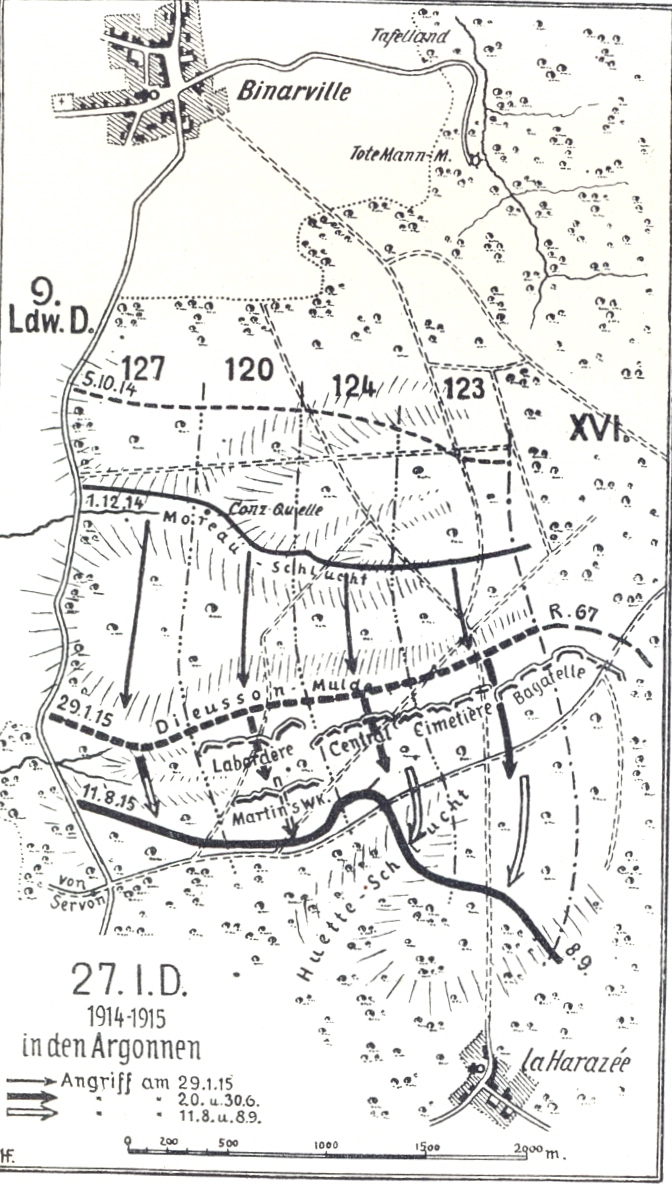
27. Inf.Div. 1914–1915
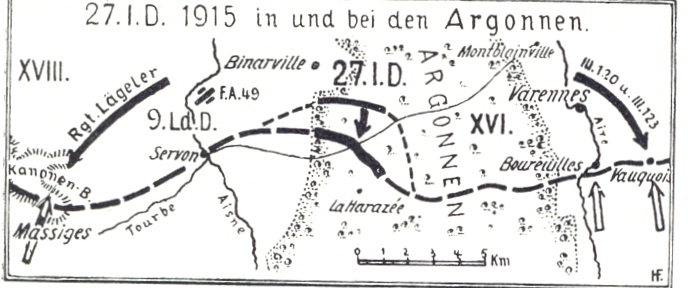
27. Inf.Div. 1915
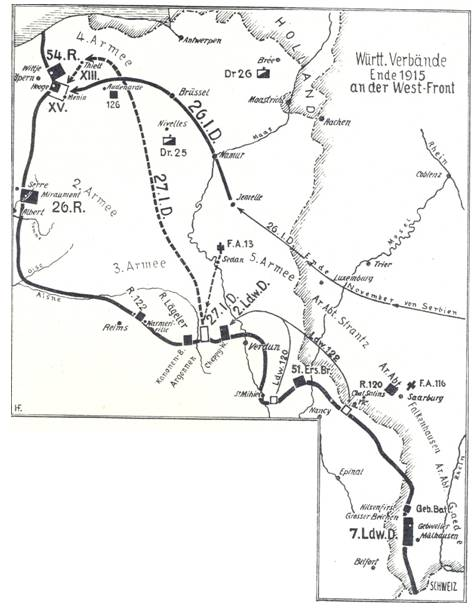
27. Inf.Div. Ende 1915
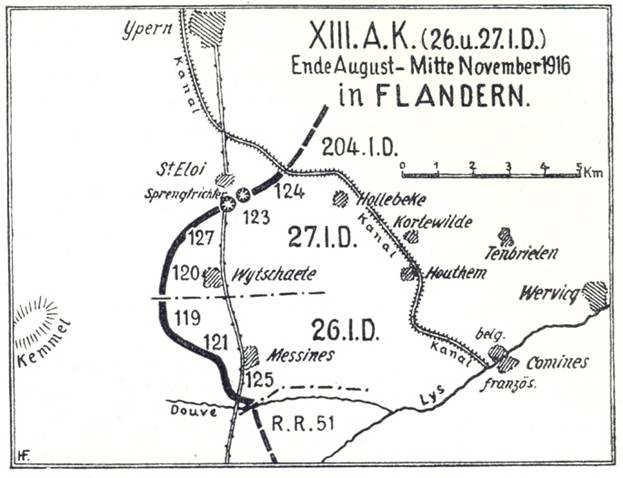
27. Inf.Div. 1916 in Flandern
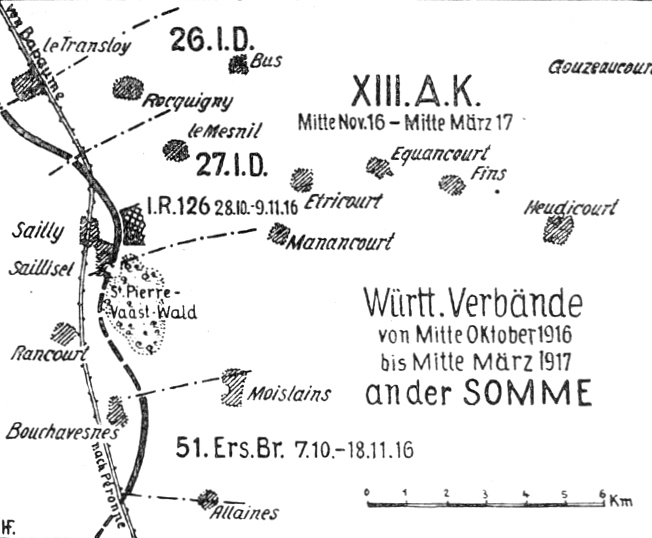
27. Inf.Div. 1916 an der Somme
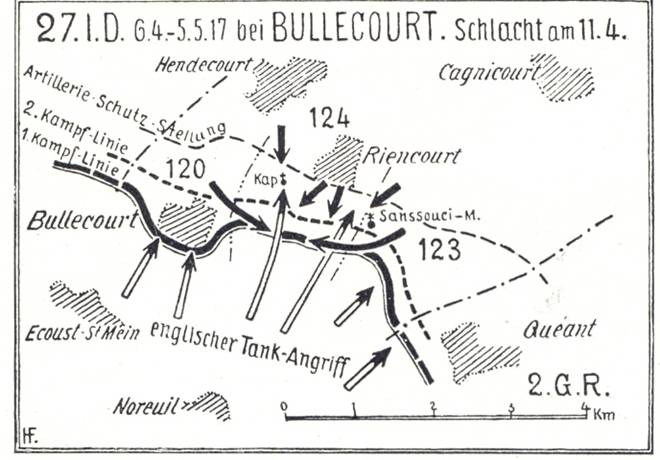
27. Inf.Div. 1917 bei Bullecourt
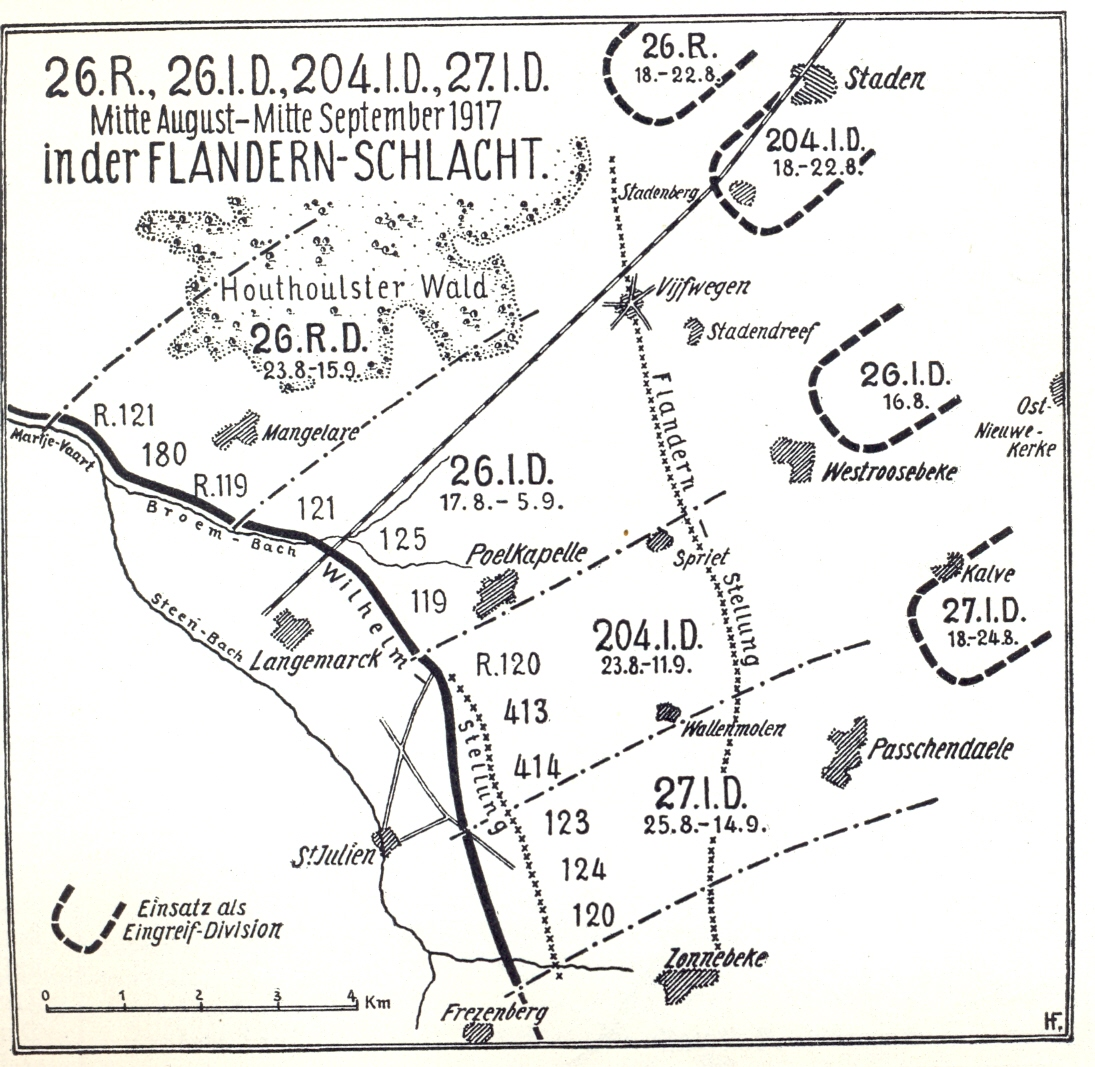
27. Inf.Div. 1917
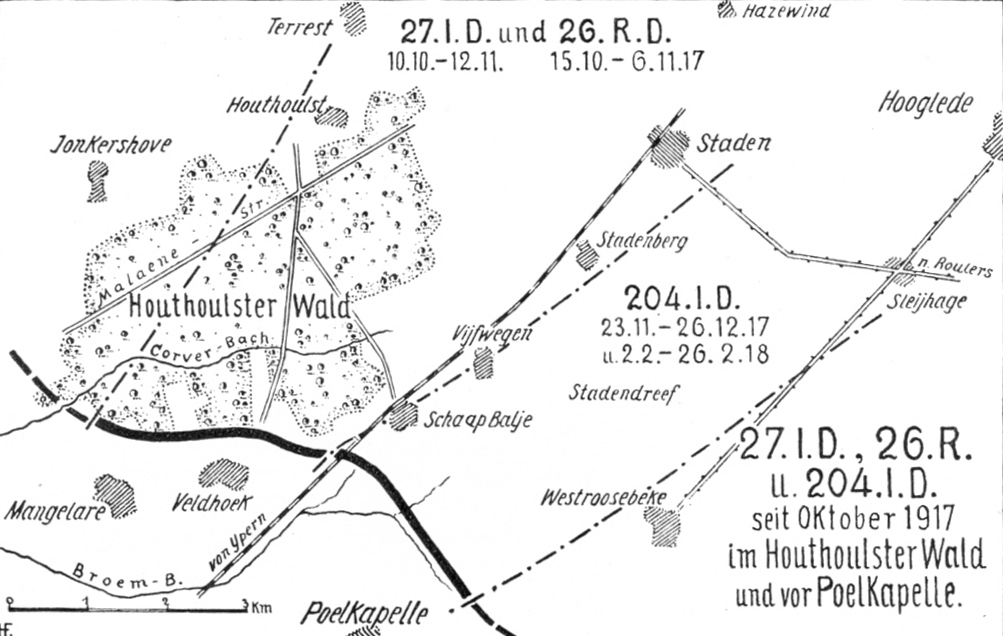
27. Inf.Div. 1917
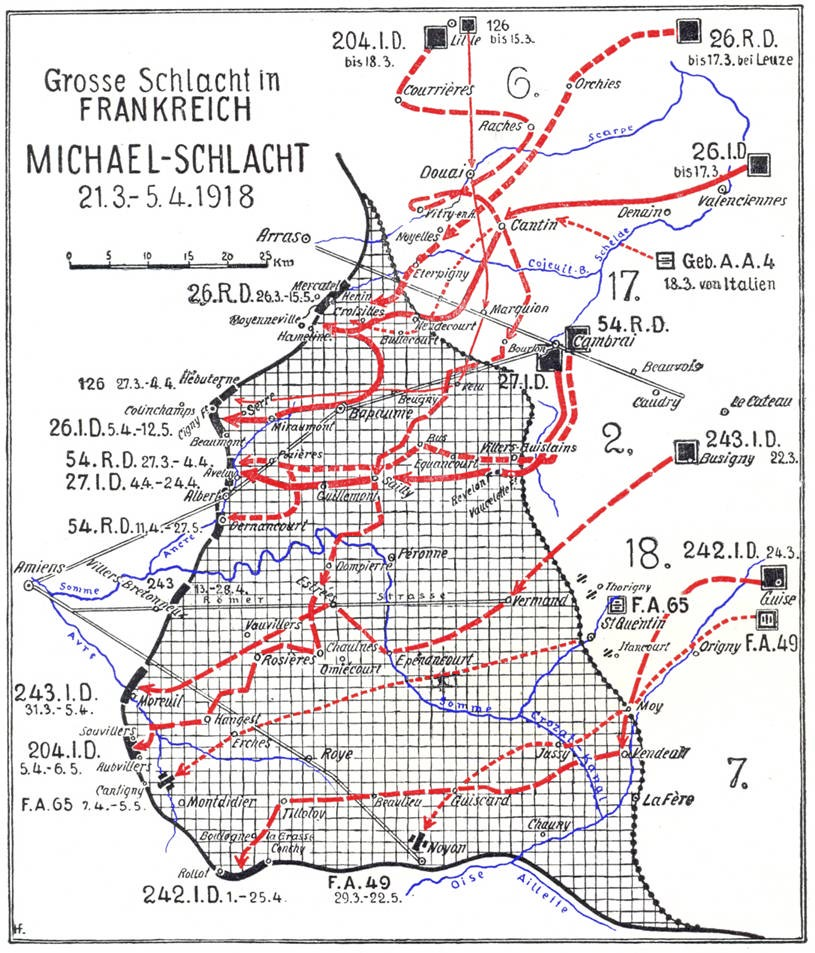
Operation Michael in der deutschen Frühjahrsoffensive (Kaiserschlacht) 1918
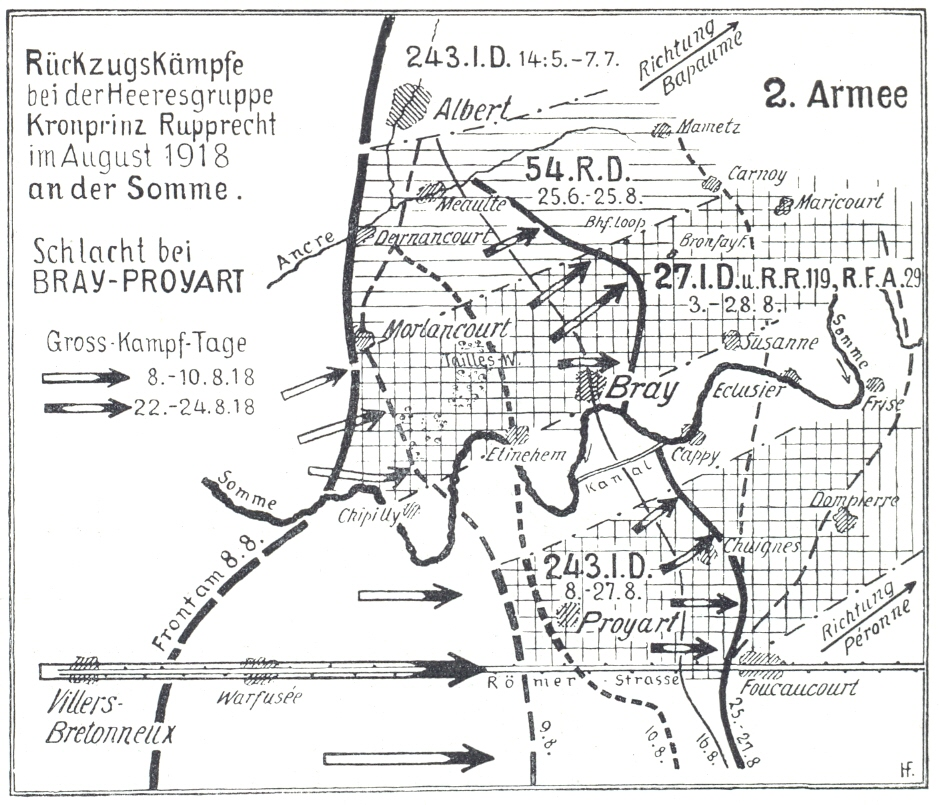
Rückzugskämpfe 1918
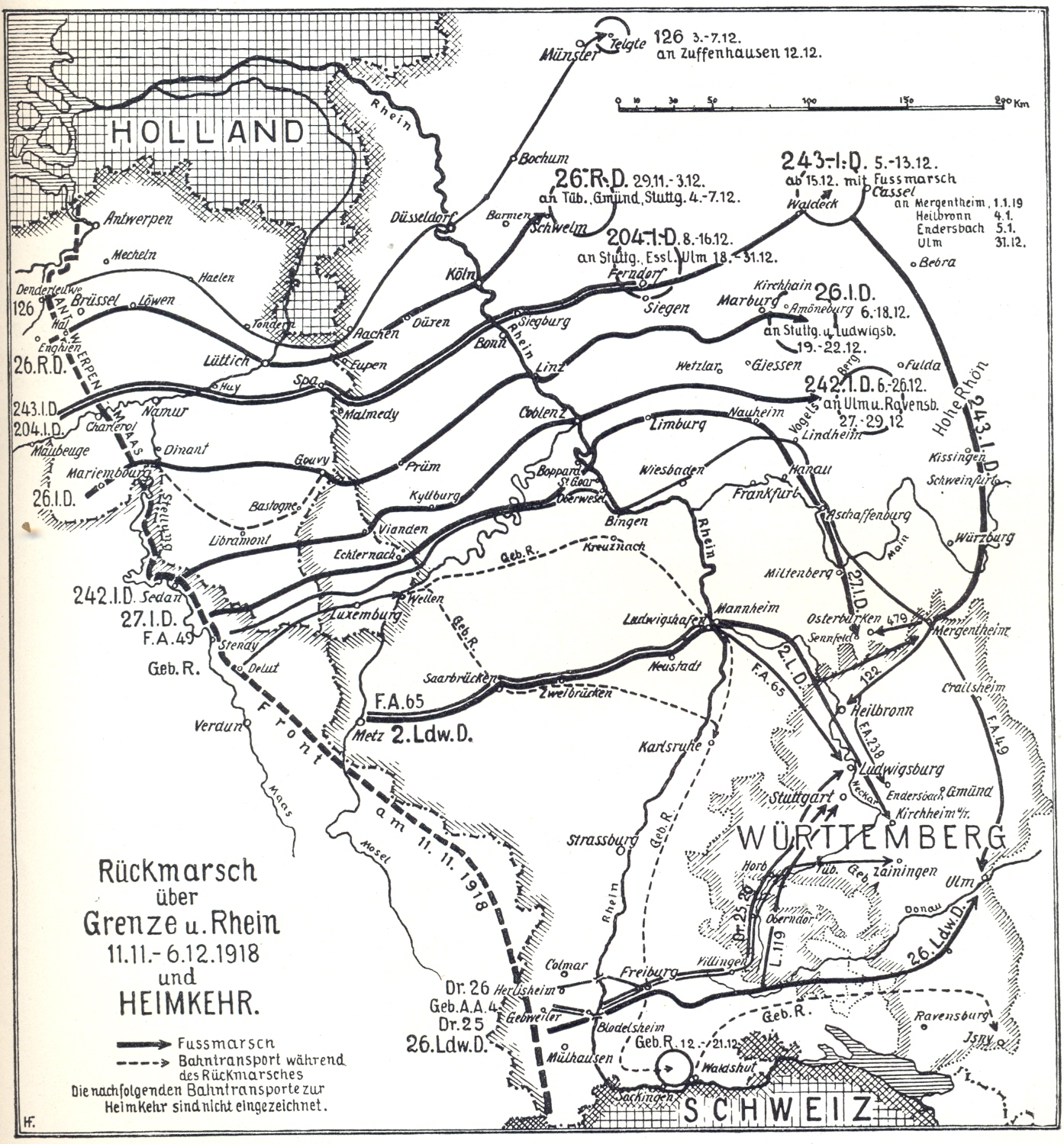
Rückmarsch im Westen 1918

## Auftrag
Das Regiment hatte den Auftrag, den infanteristischen Feuerkampf zu führen. Im Frieden wurden die Soldaten hierzu an entsprechenden Waffen sowie als Krankenträger ausgebildet.

## Organisation

### Verbandszugehörigkeit
Bis 1816 gab es in Württemberg im Frieden keine Großverbände. Solche wurden nur für einzelne Feldzüge zusammengestellt.
Mit der grundlegenden Neuorganisation 1817 wurde das württembergische Heer erstmals auch im Frieden in Großverbände gegliedert. Das Regiment bildete zusammen mit dem 1. Infanterie-Regiment die 1. Brigade in der 1. Division. Im Juli 1849 wurde wieder eine Neugliederung der württembergischen Armee befohlen. Die Infanterie wurde in nur einer Division (ohne Nummer) zusammengefasst.
Von 1871 bis 1914 gehörte das Regiment zur 53. Infanterie-Brigade (3. Königlich Württembergische) in Ulm, (27. Division (2. Königlich Württembergische), XIII. (Königlich Württembergisches) Armee-Korps, 5. Armee).
Im Ersten Weltkrieg blieb die Friedensgliederung zunächst bestehen. Im Dezember wurde die 27. Division mit dem XIII. Armee-Korps der 4. Armee Herzog Albrecht von Württemberg in Flandern unterstellt. Ab März 1917 war die 27. Division (wie alle deutschen Divisionen) selbstständig, blieb aber zunächst beim neuen XIII. Generalkommando. Im April 1917 wurde sie dem XIV. Reserve-Korps unterstellt.

### Gliederung
Bis 1871 bestand das Regiment aus zwei Bataillonen.
Am 31. Oktober 1873 wurde als drittes Bataillon das Füsilier-Bataillon mit vier Kompanien aufgestellt: die 9. Kompanie aus der 3. Kompanie Grenadier-Regiment „König Karl“ (5. Württembergisches) Nr. 123, die 10. Kompanie aus der 8. Kompanie Infanterie-Regiment „König Wilhelm I.“ (6. Württembergisches) Nr. 124 und die 11. Kompanie aus der 18. Kompanie Infanterie-Regiment „Großherzog Friedrich von Baden“ (8. Württembergisches) Nr. 126.
Am 2. Oktober 1893 kam das IV. Bataillon aus dem Regiment selbst hinzu.
Abgaben des Regiments:

#### Abgaben
- Am 31. Oktober 1872 wurde die 8. Kompanie zur Aufstellung des III. Bataillons des Infanterie-Regiments „König Wilhelm I.“ (6. Württembergisches) Nr. 124 abgegeben.
- Am 1. Oktober 1874 wurde die 12. Kompanie zur Aufstellung des III. Bataillons des Infanterie-Regiments „Kaiser Friedrich, König von Preußen“ (7. Württembergisches) Nr. 125 abgegeben.
- Am 1. Oktober 1913 wurde die 6. Kompanie zur Aufstellung des III. Bataillons des 9. Württembergischen Infanterie-Regiments Nr. 127 abgegeben

Alle diese Abgaben wurden aus dem Regiment wieder aufgestellt.
- Am 1. April 1897 kam das IV. Halb-Bataillon zur Aufstellung des 9. Württembergischen Infanterie-Regiments Nr. 127 als dortiges II. Bataillon.

### Kommandeure
| Nr. | Name                                                        | Beginn der Berufung              | Bemerkungen                                                                                             |
| --- | ----------------------------------------------------------- | -------------------------------- | --- |
| 1.  | Oberst Wilhelm Karl Friedrich von Nettelhorst               | 4. September 1808                | |
| 2.  | Oberst Heinrich Constantin Franz von Dernbach               | Juli 1811                        | anschließend Kommandeur 1. Inf.-Regt.                                                                   |
| 3.  | Oberst Rudolf von Bünau                                     | 06. Februar 1812                 | Kommandanten von Ludwigsburg                                                                            |
| 4.  | Generalmajor Friedrich von Doering                          | 1812                             | 1814 Kommandeur 8. Inf.-Regt.                                                                           |
| 5.  | Oberst Johann Ludwig von Cornotte                           | 03. Februar 1813                 | |
| 6.  | Oberst Christian von Kellenbach                             | 03. Februar 1813                 | |
| 7.  | Oberst Rudolph von Bünau                                    | 1813                             | später Hofmarschall                                                                                     |
| 8.  | Oberst Christian Alexander von Stumpe                       | 01. Januar 1814                  | |
| 9.  | Oberst Fidel von König                                      | 30. Juli 1817                    | |
| 10. | Oberst Christian von Kellenbach                             | 31. Dezember 1819                | |
| 11. | Oberst Eugen Heinrich Georg von Klinkowström                | 1828                             | anschließend Kommandeur 4. Inf.-Brig.                                                                   |
| 12. | Oberst Clemens von Haya                                     | 1837                             | |
| 13. | Oberst Ferdinand Friedrich Freiherr Schilling von Cannstatt | 1850                             | |
| 14. | Oberst Ludwig von Glaser                                    | 11. Juni 1860                    | |
| 15. | Oberst Wilhelm Graf von Reischach                           | 1867                             | |
| 16. | Oberst Albert von Ringler                                   | 20. Juli 1870                    | |
| 17. | Oberst Karl Freiherr von Stetten-Buchenbach                 | 06. April 1874                   | |
| 18. | Oberst Karl von Grävenitz                                   | 22. November 1875                | anschließend Kommandeur 53. Inf.-Brig.                                                                  |
| 19. | Oberst August von Reinhardt                                 | 21. Mai 1884                     | |
| 20. | Oberst Eduard von Alberti                                   | 16. August 1885                  | anschließend Kommandeur 62. Inf.-Brig.                                                                  |
| 21. | Oberst Daniel Krummacher                                    | 20. Oktober 1889                 | |
| 22. | Oberst Oskar Freiherr von Seckendorf                        | 05. März 1892                    | |
| 23. | Oberst Paul von Fragstein und Niemsdorff                    | 14. Mai 1894                     | anschließend Kommandeur 11. Inf.-Brig.                                                                  |
| 24. | Oberst Adolf von Schempp                                    | 20. Juli 1897                    | |
| 25. | Oberst Joseph von Schmitt                                   | 18. Mai 1901                     | anschließend Kommandeur 52. Inf.-Brig.                                                                  |
| 26. | Oberst Hermann von Rampacher                                | 24. April 1904 bis 20. März 1908 | anschließend Kommandeur 31. Inf.-Brig.                                                                  |
| 27. | Oberst Friedrich von Auwärter                               | 21. März 1908                    | anschließend Kommandeur 54. Inf.-Brig.                                                                  |
| 28. | Oberst Georg von Körbling                                   | 21. März 1912                    | anschließend Kommandeur 53. Inf.-Brig                                                                   |
| 29. | Oberst Theodor Renner                                       | 12. Dezember 1914                | anschließend Chef des Generalstabs VIII. Armee-Korps                                                    |
| 30. | Georg von Körbling                                          | Februar 1915                     | |
| 31. | Oberst Alfred Breyer                                        | 06. April 1915                   | anschließend Kommandeur 407. Inf.-Brig.                                                                 |
| 32. | Oberst Gerold von Gleich                                    | 06. Januar 1917                  | vom Dragoner-Regiment „König“ (2. württembergisches) Nr. 26 anschließend Kommandeur 18. Res.-Inf.-Brig. |
| 33. | Major Wilhelm Bader                                         | Mai 1917                         | später Kommandeur 51. Landw.-Inf.-Brig.                                                                 |
| 34. | Oberstleutnant Scupin                                       | April 1918                       | |

### Regimentschefs
- 3. September 1808 Prinz Friedrich von Württemberg[5]
- 3. März 1871 Kaiser Wilhelm I.[6]
- 22. Juni 1880 Kaiser Wilhelm II.

## Bewaffnung und Ausrüstung

### Hauptbewaffnung
1831 wurden Gewehre mit Perkussionsschloss eingeführt, 1851 das Miniégewehr, ab 1871 das Mauser-Gewehr M71 und ab 1898 der Karabiner 98. Zu Beginn des Ersten Weltkrieges hatte jedes Infanterie-Regiment 6 schwere Maschinengewehre, Ende 1917 36 schwere und 72 leichte Maschinengewehre.

### Uniform
- 1808: Geschlossener dunkelblauer Rock bis zur Taille mit hellblauen Kragen, Aufschlägen, Rabatten  und Achselklappen. Weißes Bandolier und weißes Koppel. Weiße Tuchhosen, schwarze Gamaschen und Schuhe. Kaskett mit schwarzer Raupe, gelben Beschlägen und Messingschild mit königlichem Wappen.
- 1817: Dienstrock in den Monaten November bis April eine königsblaue Kutka (bis ein Zoll oberhalb der Kniescheibe), in den Monaten Mai bis Oktober königsblauer Spenzer (bis an die Hüften), ohne Knöpfe, mit geschlossenem blauem Kragen und polnischen Ärmelaufschlägen. Gelbe Metall-Epauletten mit silbernem Halbmond und gelbem Futter aus Tuch mit weißer Kompanienummer. Schwarzes Halsband. Königsblaue, halbweite Hosen (im Sommer weiße Hosen und Gamaschen). Schwarzer Tschako aus Filz mit ledernem Deckel, vorn metallenes Schild mit Regimentsnummer und schwarz-rote Kokarde. Schwarze Bundschuhe (ab 1820 kurze schwarze Gamaschen und Schuhe). Das Lederzeug (unter den Epauletten getragen) war weiß. Hellgrauer Mantel.
- 1821: Königsblaues Colett mit zwei Reihen Knöpfen (mit Regimentsnummer) vorn, blauem rot paspilliertem geschlossenem Kragen und blauen polnischen Aufschlägen mit roter Biese. Blaue Hosen mit roter Biese. Rote Aufschläge, Epauletten rot mit rotem Futter.
- 1849: Einreihiger blauer Waffenrock mit weißen Knüpfen und rotem Kragen. Rote Achselklappen mit weißer mit Regimentsnummer.
- 1864: Dunkelblauer, rot gesäumter Rock mit zwei Reihen Knöpfen, hinten vier Knöpfe. Die Epauletten entfallen, als Dienstgradabzeichen Sterne am Kragen wie in Österreich.
- 1871: Auf den Achselklappen Nr. 122. Preußischer Helm (Pickelhaube) mit württembergischem Wappen und der Devise „Furchtlos und trew“

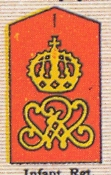
Achselklappe des Regiments

- 1874: Einreihiger (bis 1892 zweireihiger) dunkelblauer Waffenrock mit vorn sechs, auf den Patten zwei gelben Knöpfen, rotem Kragen (dunkelblauer Vorstoß), brandenburgischen roten Ärmelaufschlägen mit blauem Pattenvorstoß, roten Epauletten, Achselstücken und Achselklappen mit gekröntem Namenszug „W“; je ein Knopf mit Kompanienummer befand sich auf den Achselklappen und je drei solche an den Taschenleisten hinten. Schwarze Halsbinde. Schwarzes Lederzeug, neusilbernes Koppelschloss mit württembergischen Wappen und der Inschrift „Furchtlos und trew“. Preußischer Helm (Pickelhaube) mit württembergischem Wappen und der Devise „Furchtlos und trew“. Schwarz-blaue Hosen (auch zur Parade). Stiefel Knobelbecher.
- 1887: ab 3. März Namenszug „W“ auf Achselklappen, Epauletten und Schulterstücken, ab 11. August schwarzer Haarbusch zur Parade.
- 1899: „als etatsmäßiges Paradestück zum Helm den schwarzen, für Spielleute den rothen Haarbusch“.

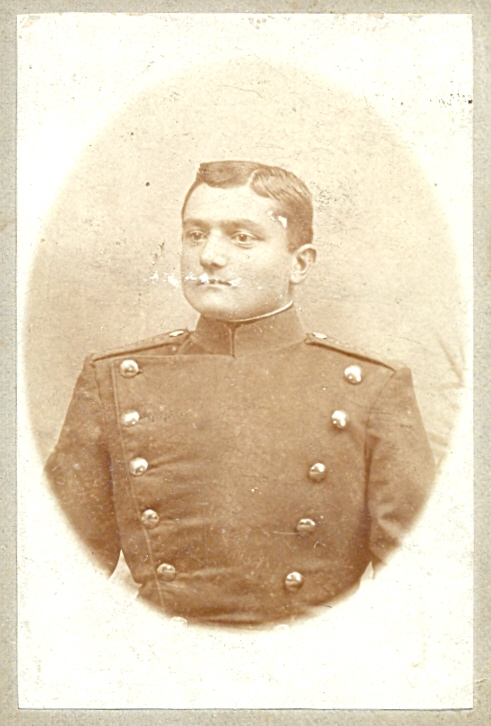
Musketier 1897
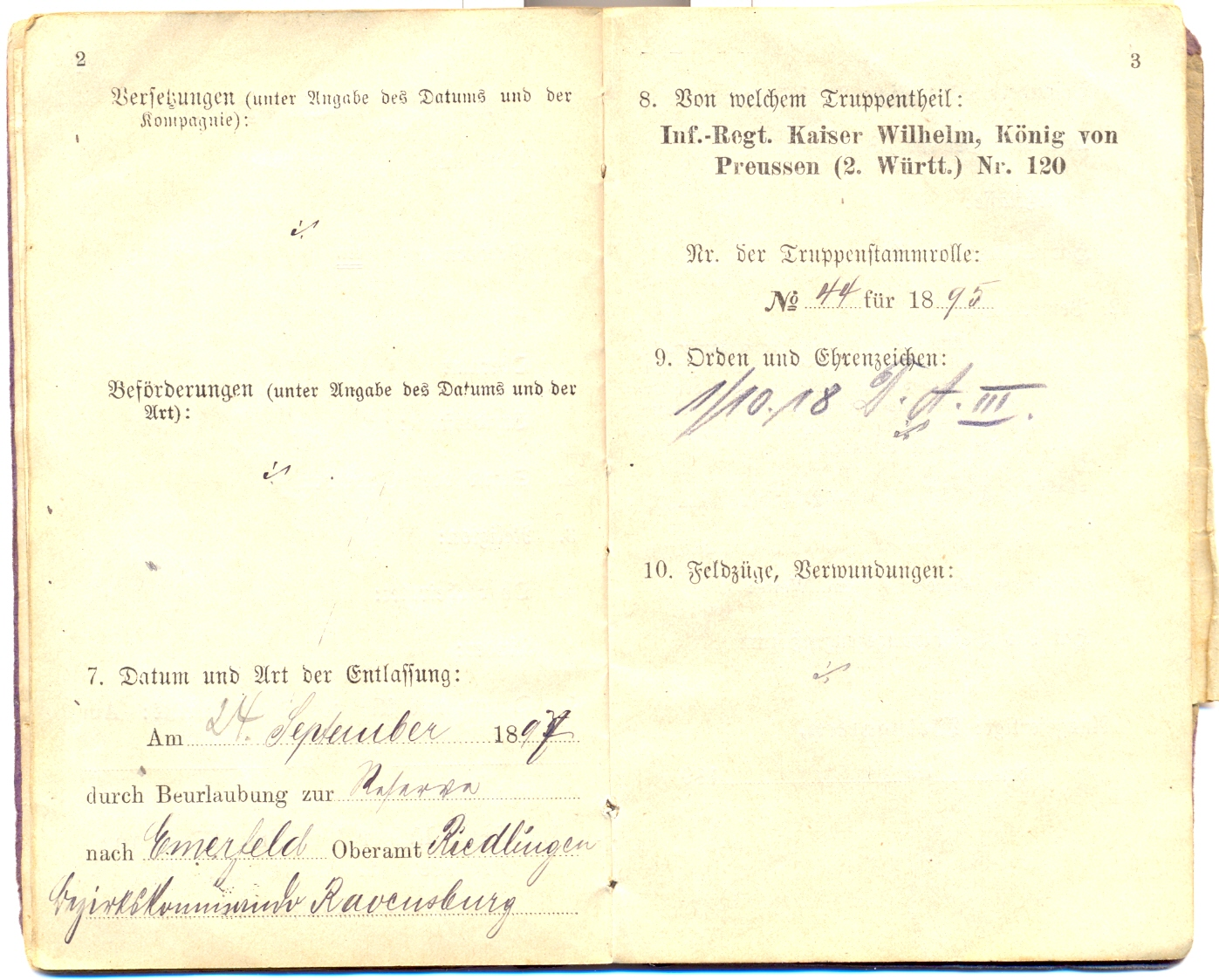
Entlassung 1897
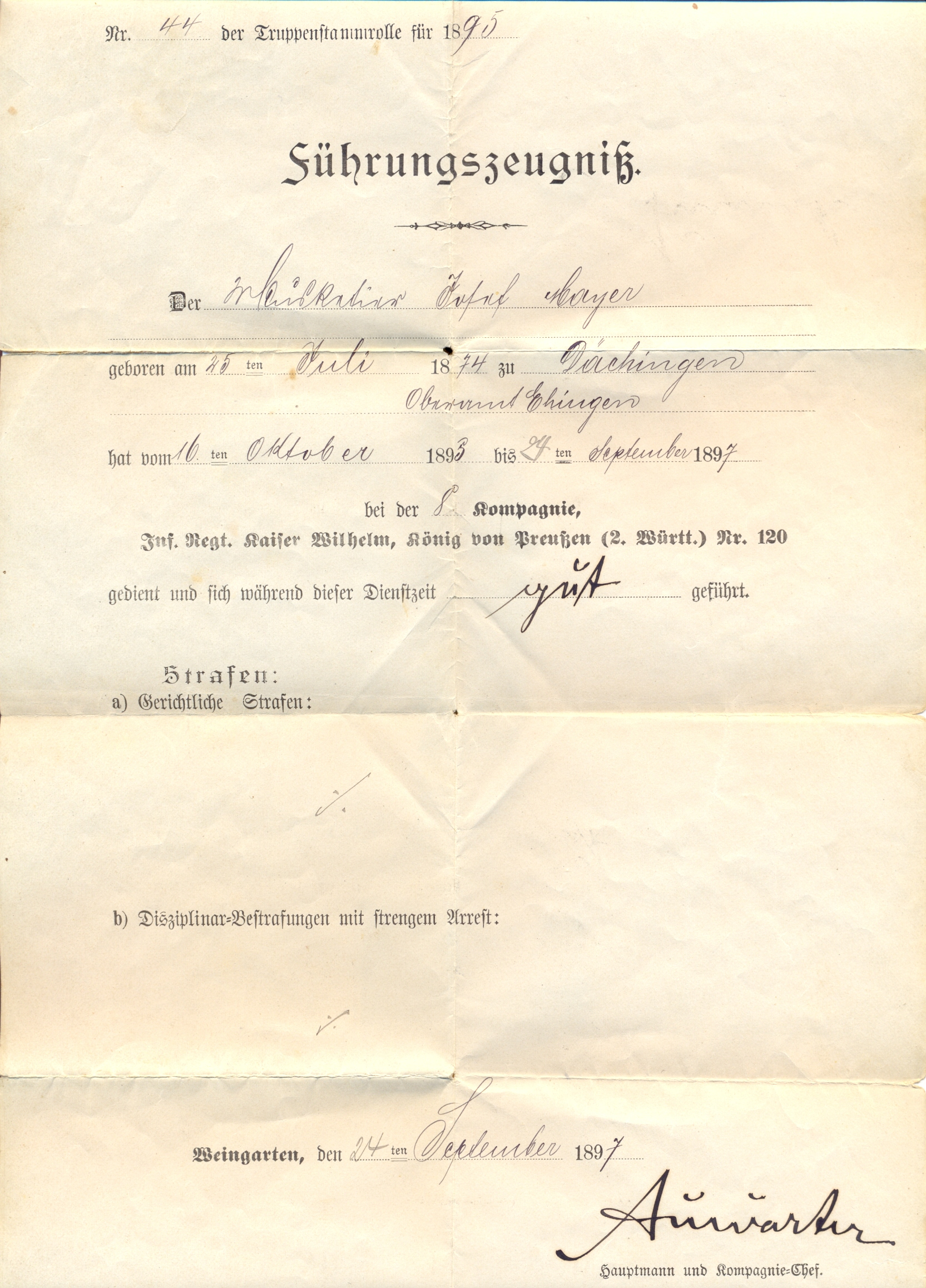
Führungszeugnis 1897
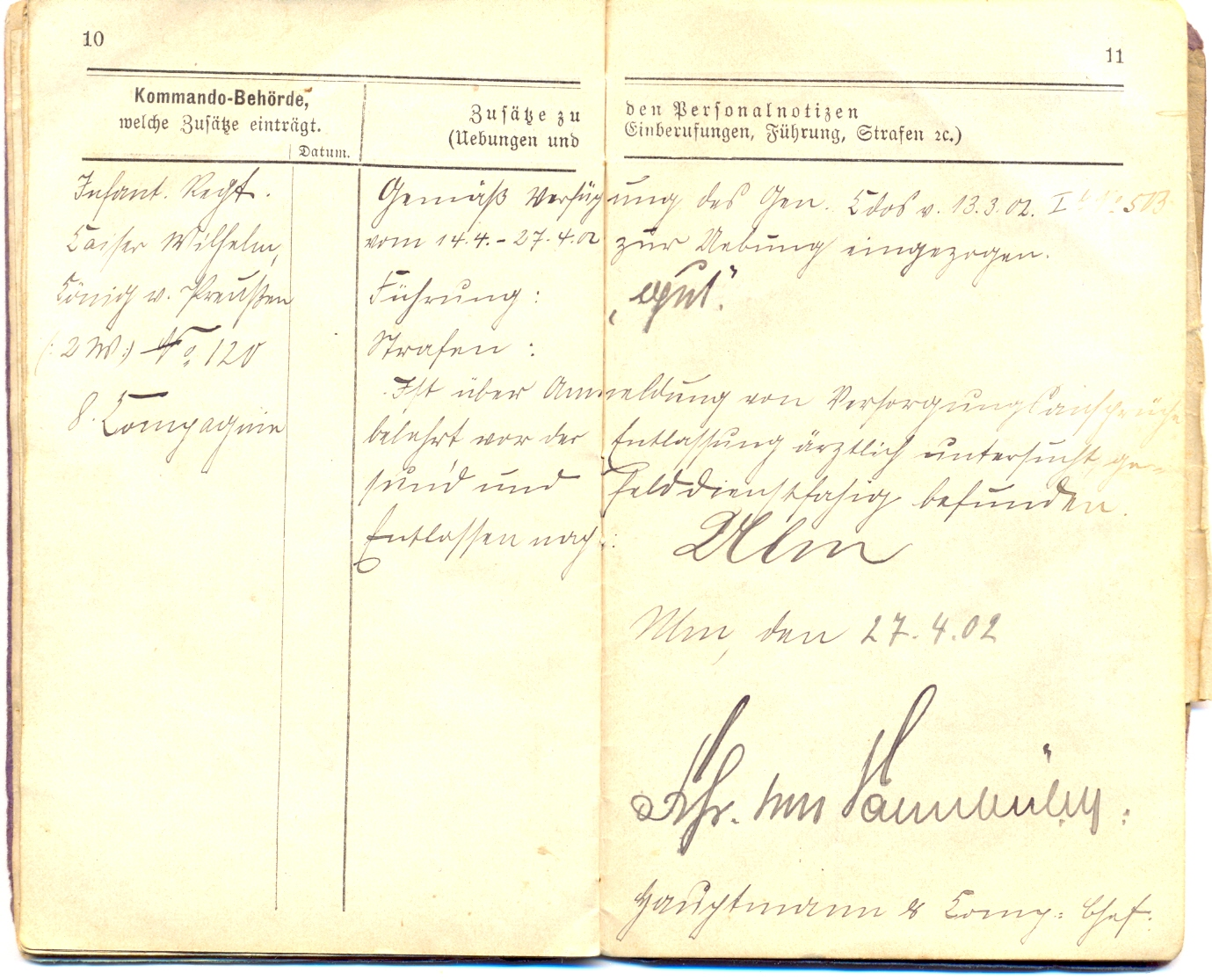
Wehrübung 1902

### Fahne
Über die Fahnen ab 1804 ist nichts bekannt. Erste neue Fahnen wurden dem I. und II. Bataillon am 26. Mai 1811 verliehen: Hellblaues Tuch mit goldenen Fransen an den Seiten. Auf einer Seite der gekrönte Namenszug „F.R.“ in Gold, auf der anderen Seite das große württembergische Wappen auf einem gekrönten Wappenmantel. Wie bei allen Regimentern wurden am 4. Oktober 1818 die Fahnen durch Feldzeichen ersetzt, die durch Höchste Ordre vom 3. September 1851 wieder durch neue Fahnen ersetzt wurden. Jedes Bataillon erhielt eine Fahne aus burgunderrotem Tuch mit weißen Fransen an allen Seiten. In der Mitte der einen Seite befand sich der gold-gelbe gekrönte Namenszug „W“, die andere Seite das von einem gelben Hirsch und einem schwarzen Löwen gehaltene württembergische Wappen, auf blauem Devisenband die Inschrift „Furchtlos und trew“ sowie das weiße Kreuz des Militärverdienstordens.
Das Füsilier-Bataillon erhielt am 2. Dezember 1874 in Stuttgart ebenfalls eine Fahne. Sie entsprach den bisherigen Fahnen, hatte aber keine Fransen und den Namenszug „K“ auf der Vorderseite. Am 3. Dezember 1894 erhielt das IV. Bataillon die gleiche Fahne mit dem Namenszeichen „W“ auf der Vorderseite und in der Spitze der Stange „W.R.“ mit Krone; diese blieb beim Regiment, als 1897 das IV. Halb-Bataillon abgegeben wurde, und wurde bei Paraden vom I. Bataillon als zweite Fahne geführt.

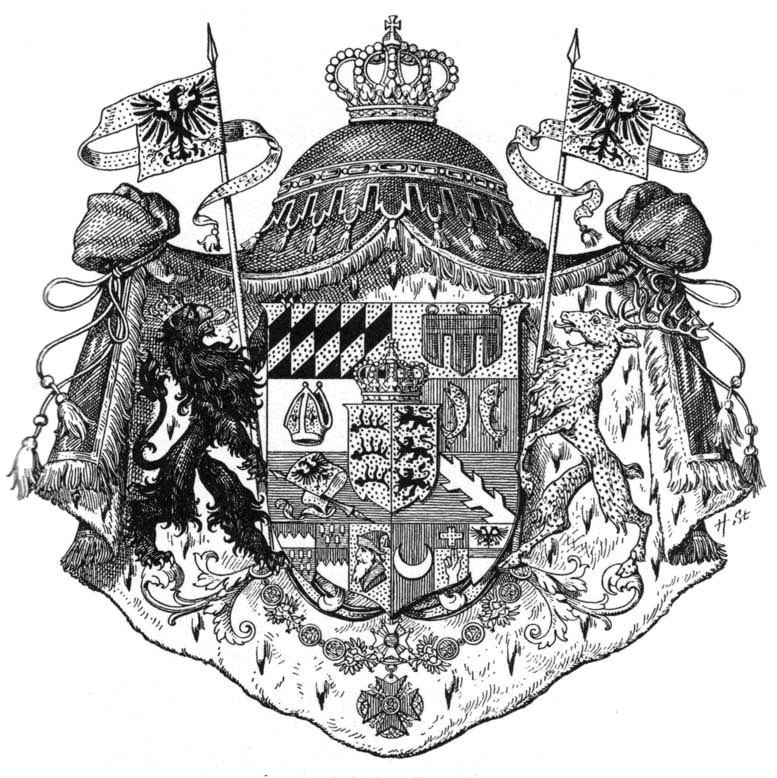
Großes Wappen König Friedrichs
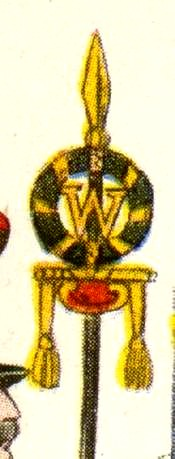
Württembergische Feldzeichen 1818
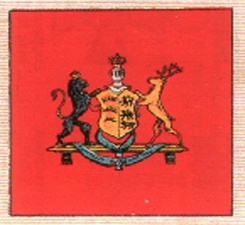
Württembergische Fahne

## Sonstiges
- Den Königspreis errangen 1899 die 1. Kompanie, 1903, 1904, 1919 sowie 1910 die 8. Kompanie und 1911, 1912 sowie 1913 die 12. Kompanie.
- Am 4. November 1891 stellte das Regiment eine Ehrenkompanie mit Fahne bei der Beisetzung König Karls.
- Am 22. März 1897 war eine Delegation des Regiments bei der Einweihung des Kaiser-Wilhelm-Nationaldenkmals in Berlin.
- In Weingarten wurde der „Zweierweg“ nach dem Regiment benannt.

### Personen im Regiment
- Heinrich Michael Edelmann war 1848 Hauptmann im Regiment.
- Wilhelm Wieland (1818–1898) war Militärkapellmeister des Musikkorps der 3. Württemberg. Brigade bis 1851 und wurde dann zum Regiment Nr. 120 versetzt, wo er bis 1868 diente. Er komponierte den „König Wilhelm-Marsch“.